# Inning (Baseball)

Erläuterung zu einer typischen Boxscore-Anzeige im Baseballsport.

Inning ist ein Begriff aus dem Baseballsport und bezeichnet den Spielabschnitt in einem Baseball- oder Softballspiel. In einem Inning ist jede der beiden Mannschaften einmal Schlagmannschaft und einmal Feldmannschaft. In der ersten Hälfte (Top, obere Hälfte) eines jeden Innings ist die Auswärtsmannschaft Schlagmannschaft, in der zweiten Hälfte (Bottom, untere Hälfte) die Heimmannschaft. Bei Spielen auf neutralem Grund wird gewöhnlich gelost.
Ein Halbinning endet, sobald drei Spieler der Schlagmannschaft „Aus“ (out) sind. Danach wechselt das Schlagrecht und das nächste halbe Inning beginnt.
Im Baseball ist ein Spiel nicht auf Zeit begrenzt, sondern besteht üblicherweise aus neun Innings, wobei das Spiel beendet wird, wenn die Heimmannschaft nach der oberen Hälfte des letzten Innings in Führung liegt und damit ihr Sieg feststeht.
In etlichen Ligen werden sogenannte Mercy-Rules angewendet, die bei einem eindeutigen Spielstand zugunsten einer Mannschaft das unmittelbare Spielende nach sich ziehen. International zur Anwendung kommt die 10-Run-Rule, bei der das Spiel bei zehn oder mehr Punkten Führung am Ende eines Innings beendet wird, jedoch nicht früher als zweieinhalb Innings vor dem regulären Ende. Diese Regel gilt bei Olympischen Spielen und Turnieren, die von der IBAF ausgerichtet werden. In der MLB kommen keine Mercy-Rules zur Anwendung. In anderen Ligen kann es 15-Run- und 20-Run-Rules geben, je nach eigenen Bestimmungen der Liga.
In der ersten deutschen Baseball-Bundesliga werden die Spiele als Doubleheader, also zwei Spiele nacheinander ausgetragen. Hierbei wurden bis 2007 in der zweiten Partie nur sieben Innings gespielt, seit 2008 geht auch die zweite Partie über neun Innings. In den tieferen deutschen Ligen sind gewöhnlich alle Spiele auf fünf oder sieben, im amerikanischen Schul- und Amateursport auf sechs oder sieben Innings begrenzt.

## Extra Inning
Da es im amerikanischen Baseball kein Unentschieden gibt, werden bei Gleichstand nach den regulären Innings so viele Extra Innings angehängt, bis ein Sieger feststeht oder das Spiel wegen Dunkelheit oder schlechten Wetters abgebrochen und an einem späteren Termin zu Ende gespielt werden muss.
Im japanischen Profibaseball sind Unentschieden möglich, je nach Liga (Pacific- bzw. Central-League) werden Spiele spätestens nach dem 12. bzw. dem 15. Inning beendet. Der Rekord der Baseball-Bundesliga ist eine 19-Innings-Partie (das Spiel war auf 7 Innings angesetzt) zwischen den Saarlouis Hornets und den Fürth Pirates (2–1) in der Saison 2004, das somit zwölf Mal verlängert werden musste.

## Beispiel
Bei der Darstellung des Spielergebnisses wird im Baseball jedes einzelne Inning aufgeführt, hier am Beispiel der Begegnung
Boston Red Sox gegen die New York Yankees vom Sonntag, 17. Oktober 2004 im Fenway Park in Boston Massachusetts. Das Spiel ging über 12 Innings, da in der MLB 9 Innings gespielt werden, waren also 3 Verlängerungen nötig:
| Team             | 1 | 2 | 3 | 4 | 5 | 6 | 7 | 8 | 9 | 10 | 11 | 12 | R | H  | E |
| ---------------- | - | - | - | - | - | - | - | - | - | -- | -- | -- | - | -- | - |
| New York Yankees | 0 | 0 | 2 | 0 | 0 | 2 | 0 | 0 | 0 | 0  | 0  | 0  | 4 | 12 | 1 |
| Boston Red Sox   | 0 | 0 | 0 | 0 | 3 | 0 | 0 | 0 | 1 | 0  | 0  | 2  | 6 | 8  | 0 |

WP: Curtis Leskanic (1-0)   LP: Paul Quantrill (0-1)  
Genaue Erklärung und Erläuterung des Spielprinzips siehe Baseball.